# اخباشن (تمنكار)
اخباشن هو دُوَّار يقع بجماعة ستي فاطمة، إقليم الحوز، جهة مراكش آسفي في المملكة المغربية. ينتمي الدوّار لمشيخة تمنكار التي تضم 22 دوار. يقدر عدد سكانه بـ 514 نسمة حسب الإحصاء الرسمي للسكان والسكنى لسنة 2004.

## روابط خارجية
- البوابة الوطنية للجماعات الترابية
- المندوبية السامية للتخطيط